# Amtsgericht Prettin
Das Amtsgericht Prettin war ein Gericht der ordentlichen Gerichtsbarkeit in Prettin.

## Geschichte
Von 1849 bis 1879 bestand in Prettin die Gerichtskommission Prettin des Kreisgerichtes Torgau. Im Rahmen der Reichsjustizgesetze wurden reichsweit einheitlich Oberlandes-, Land- und Amtsgerichte gebildet. Das königlich preußische Amtsgericht Prettin wurde mit Wirkung zum 1. Oktober 1879 als eines von 16 Amtsgerichten im Bezirk des Landgerichtes Torgau im Bezirk des Oberlandesgerichtes Naumburg gebildet. Der Sitz des Gerichtes war die Stadt Prettin. Sein Gerichtsbezirk umfasste aus dem Landkreis Torgau den Stadtbezirk Prettin, die Amtsbezirke Annaburg, die Oberförsterei Annaburg, Axien, die Oberförsterei Thiergarten und den Amtsbezirk Großtreben ohne den Gemeindebezirk Dautzschen und den Gutsbezirk Mockritz. Am Gericht bestand 1880 eine Richterstelle. Das Amtsgericht war damit ein kleines Amtsgericht im Landgerichtsbezirk. Gerichtstage wurden in Annaburg und Lichtenburg gehalten. Es war auch Elbzollgericht.
Im Zweiten Weltkrieg wurden das Amtsgericht Prettin 1943 zunächst zu einer Zweigstelle des Amtsgerichtes Torgau  herabgestuft und 1945 aufgelöst.